# La Roche-l'Abeille
 La Roche-l'Abeille  (en occitano La Ròcha l'Abelha) es una población y comuna francesa, situada en la región de Lemosín, departamento de Alto Vienne, en el distrito de Limoges y cantón de Nexon.

## Demografía
| 915 | 838 | 655 | 607 | 563 | 561 | 598 |
| Para los censos de 1962 a 1999 la población legal corresponde a la población sin duplicidades (Fuente: INSEE [Consultar]) |     |     |     |     |     |     |